# Jürgen Stroop

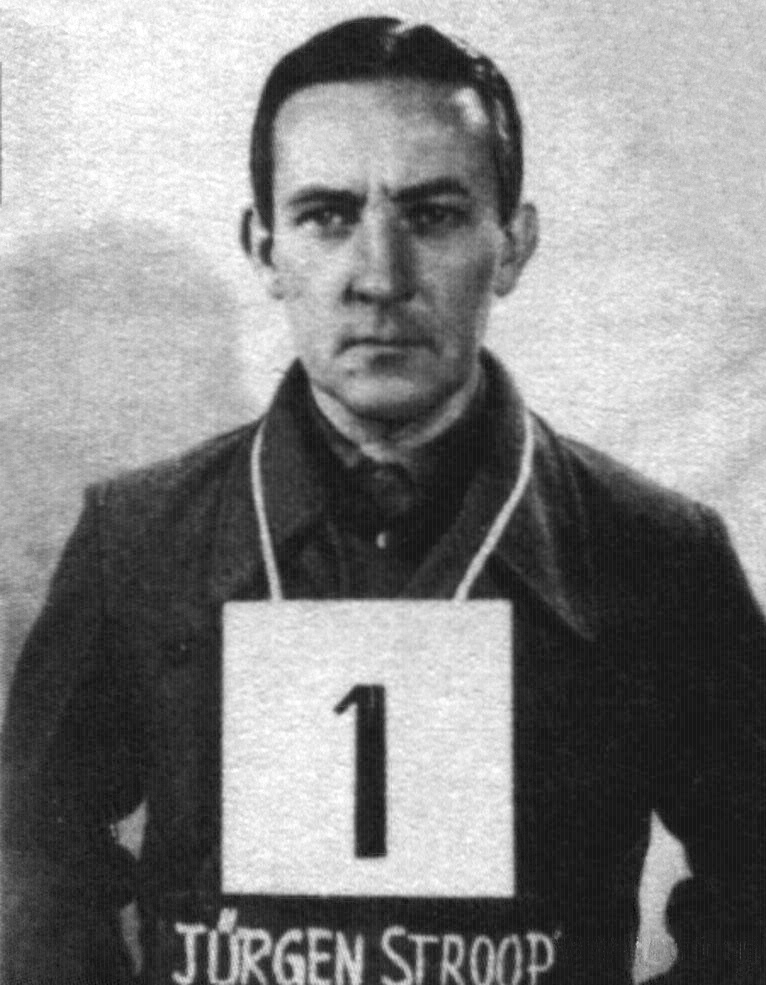
Stroop in US-amerikanischer Kriegsgefangenschaft

 Jürgen Stroop (* 26. September 1895 in Detmold als Josef Stroop; † 6. März 1952 in Warschau) war ein deutscher SS-Gruppenführer und Generalleutnant der Polizei. Nach Ende des Zweiten Weltkrieges wurde er durch ein polnisches Gericht zum Tode verurteilt und hingerichtet.

## Leben
Josef Stroop, der Sohn eines lippischen Polizeioberwachtmeisters, besuchte die Volksschule in Detmold und absolvierte anschließend eine Ausbildung am dortigen Katasteramt. Bis zum Beginn des Ersten Weltkriegs arbeitete er als Katasteramtsgehilfe. Als Kriegsfreiwilliger wurde er 1918 als Vizefeldwebel entlassen. Danach arbeitete er bis 1933 wieder im Detmolder Katasteramt. Stroop war ab 1923 verheiratet und Vater dreier Kinder.

### Nationalsozialismus
Im Juli 1932 trat er der SS (SS-Nr. 44.611) und im September 1932 der NSDAP (Mitgliedsnummer 1.292.297) bei. Im Wahlkampf 1932 wurden Adolf Hitler, Heinrich Himmler und Hermann Göring auf Stroop aufmerksam, und im März 1933 wurde er Führer der Hilfspolizei des Landes Lippe.
Im März 1934 erfolgte die Beförderung vom SS-Oberscharführer zum SS-Hauptsturmführer. Anschließend wurde er in der SS-Verwaltung in Münster und Hamburg eingesetzt. Im Herbst 1938 erfolgte die Beförderung zum SS-Standartenführer.

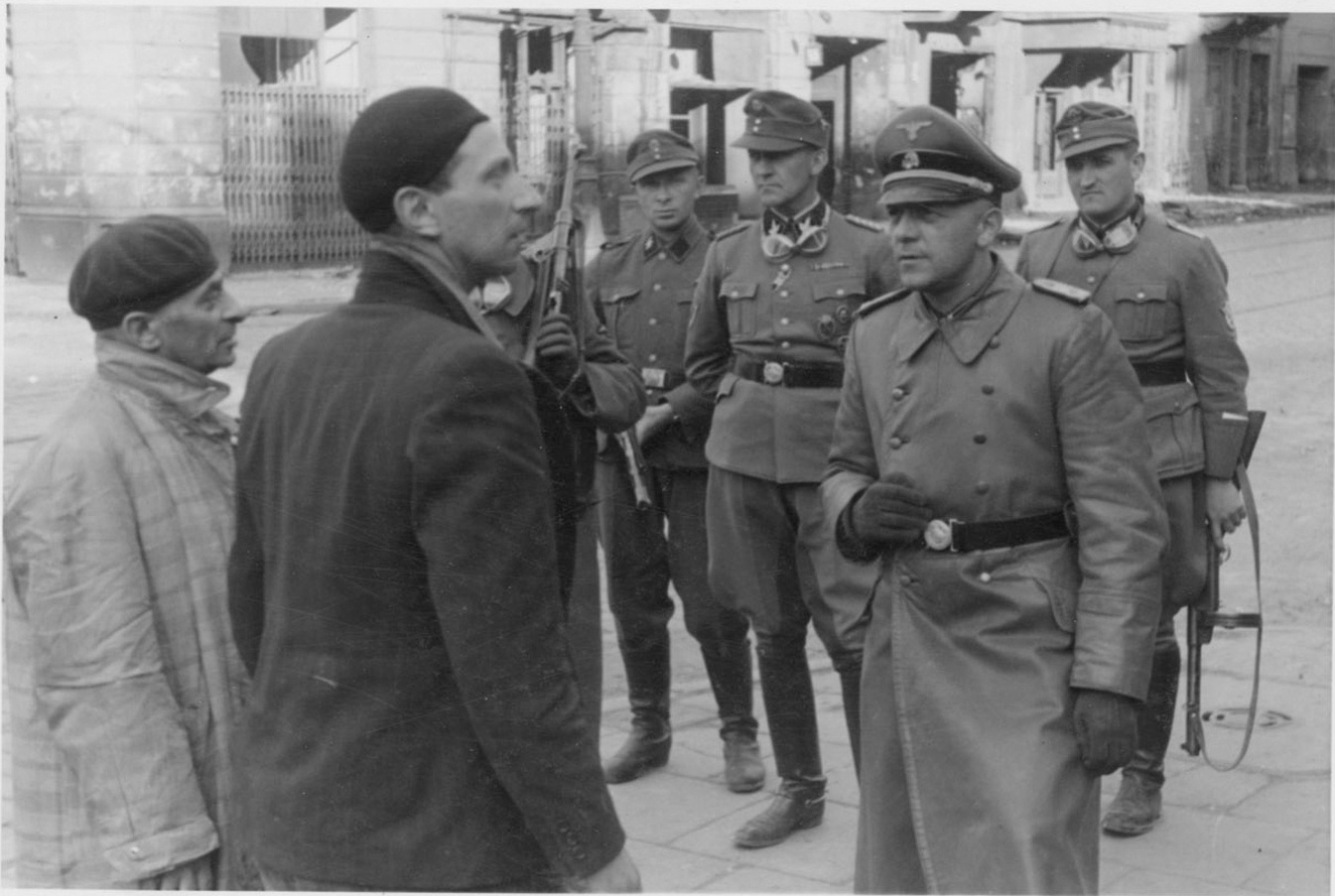
Maximilian von Herff beim Verhör jüdischer Gefangener. Links hinter ihm Jürgen Stroop (1943).

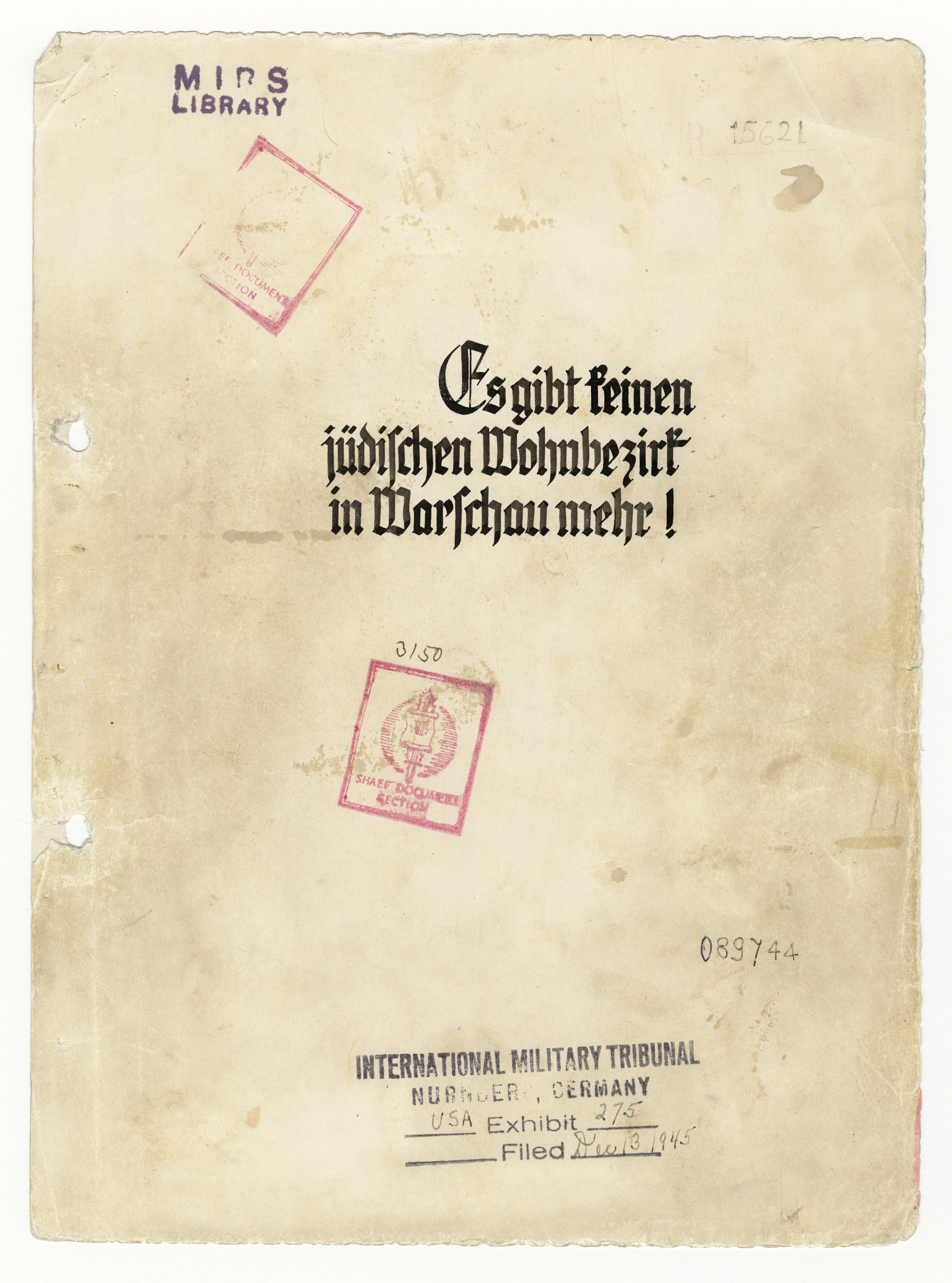
„Stroop-Bericht“ (16. Mai 1943)

### Zweiter Weltkrieg
Nach dem Überfall auf Polen wurde Stroop als Befehlshaber des SS-Abschnitts in Gnesen eingesetzt. Nach einer Versetzung zur SS-Division Totenkopf verrichtete er seinen Dienst in der Etappe. Am 9. Mai 1941 änderte Stroop seinen Vornamen „aufgrund weltanschaulicher Einstellung“ und in Erinnerung an seinen verstorbenen Sohn von Josef zu Jürgen.
Von Himmler persönlich beauftragt, war er als Befehlshaber der SS-, Polizei- und Wehrmachteinheiten für die Niederschlagung des Aufstandes im Warschauer Ghetto (19. April bis 16. Mai 1943) verantwortlich, von diesen „Ghettoaktion“, später „Ghetto-Großaktion“ oder nur „Großaktion“ genannt. Etwa 600 mit wenigen Waffen und Molotowcocktails bewaffnete Mitglieder der Jüdischen Kampforganisation (poln. Żydowska Organizacja Bojowa, ŻOB) leisteten ca. 2.000 von Panzern und Artillerie unterstützten SS- und Wehrmachtsoldaten sowie Polizeikräften fast vier Wochen lang erbitterten Widerstand. Nur wenige Kämpfer der ŻOB überlebten das Massaker. Der bekannteste war Marek Edelman.

Triumphierend telegraphierte Stroop an seinen direkten Vorgesetzten, den SS-Obergruppenführer Friedrich-Wilhelm Krüger: „Das ehemalige jüdische Wohnviertel Warschau besteht nicht mehr.“
17.000 Juden wurden im Ghetto ermordet, weitere 7.000 nach Treblinka und 42.000 ins KZ Majdanek bei Lublin gebracht. Stroop, der für die Leitung der Aktion mit dem Eisernen Kreuz I. Klasse ausgezeichnet wurde, dokumentierte seine Handlungen im sogenannten Stroop-Bericht. Dieser wurde in drei Exemplaren erstellt: eines ging direkt an Himmler, eines an Krüger, eines behielt Stroop. Der Bericht enthält unter anderem Kopien der Fernschreiben Stroops sowie während der Kampfhandlungen aufgenommene Fotos. „Zahlreiche Juden, die nicht gezählt werden konnten, wurden in Kanälen und Bunkern durch Sprengungen erledigt. […] Je länger der Widerstand andauerte, desto härter wurden die Männer der Waffen-SS, Polizei und der Wehrmacht, die […] stets beispielhaft und vorbildlich ihren Mann standen.“ Nach Kriegsende wurde ein Exemplar durch amerikanische Soldaten sichergestellt und später als Beweismittel im Nürnberger Prozess gegen die Hauptkriegsverbrecher verwendet. Stroop bestritt nicht die Echtheit des Berichts, versuchte aber seine Bedeutung herunterzuspielen. Der Bericht wurde 2017 zum Weltdokumentenerbe erklärt.
Als HSSPF wechselte er im September 1943 nach Griechenland, wo er am 7. Oktober 1943 die „Anmeldepflicht für alle im Befehlsbereich wohnenden Juden“ erneuerte. Am 9. November 1943 sprach Hitler seine Beförderung zum SS-Gruppenführer aus. Von November 1943 bis Kriegsende war er in Wiesbaden als HSSPF „Rhein-Westmark“ tätig, wo er unter anderem in Fliegermorde verwickelt war.

### Nach 1945
US-Soldaten nahmen Stroop am 8. Mai 1945 fest. Von einem amerikanischen Militärtribunal wurde er im Rahmen der Dachauer Prozesse (US vs. Jürgen Stroop et al.) am 21. März 1947 wegen seiner Beteiligung an der Ermordung alliierter Flieger zum Tode verurteilt. Als das Urteil im September 1947 bestätigt wurde, war Stroop bereits an die Volksrepublik Polen ausgeliefert worden; zu einer Vollstreckung kam es daher nicht. Im polnischen Gefängnis belegte er eine Zelle mit dem Heimatarmee-Angehörigen Kazimierz Moczarski, der seine Erinnerungen an die Gespräche mit Stroop später aufschrieb (Gespräche mit dem Henker).

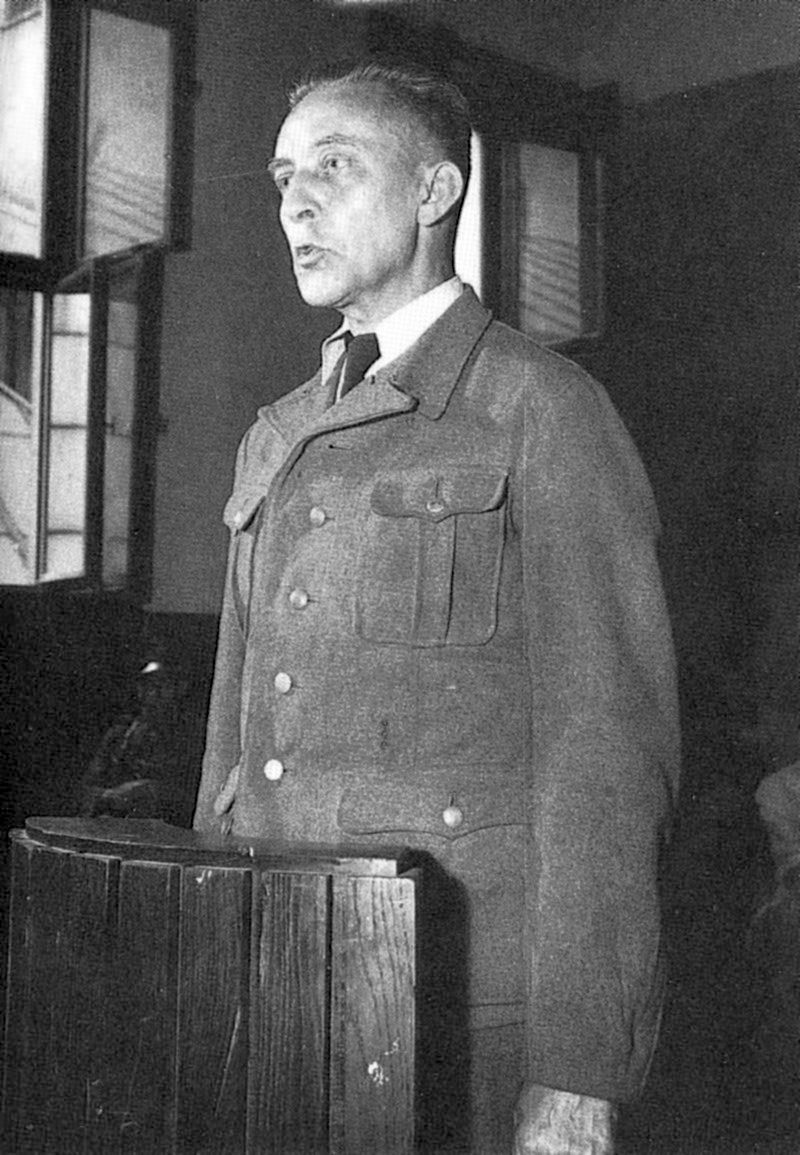
Stroop vor dem polnischen Gericht (1951)

Am 23. Juli 1951 wurde Stroop durch ein polnisches Gericht zum Tode durch den Strang verurteilt und am 6. März 1952 gegen 19:00 Uhr im Warschauer Gefängnis Mokotów hingerichtet.

## Filme
Für die deutsch-israelische Produktion Sie sind frei, Dr. Korczak aus dem Jahr 1973, einer hochgeachteten Darstellung der Arbeit von Janusz Korczak und dessen Hingabe für die ihm anvertrauten Waisenkinder bis in die Gaskammern von Treblinka, konnte Heinz Lieven für die Rolle des Jürgen Stroop gewonnen werden.
Der Regisseur Roman Polański stellt in seinem Film Der Pianist (2002), einer Filmbiographie über den polnisch-jüdischen Pianisten und Holocaustüberlebenden Władysław Szpilman, der eine Zeitlang im Warschauer Ghetto lebte und den dortigen Aufstand im Versteck miterlebte, zahlreiche Aufnahmen aus dem 1943 erstellten Stroop-Bericht detailgenau nach.
In dem US-Fernsehfilm aus dem Jahr 2002 Uprising – Der Aufstand über den Aufstand im Warschauer Ghetto wurde Stroop von Jon Voight gespielt, der hierfür eine Emmy-Nominierung erhielt.